# Jaromír Nohavica
Jaromír Nohavica (Ostrava, 7 giugno 1953) è un cantante ceco.

## Discografia
1985 Cesty (Strade) (EP, Panton)
1988 Písně pro V. V. (Canzoni per V. V.) (2EP, Panton)
1988 Darmoděj (Aimless) (Panton)
1989 Osmá barva duhy (L'ottavo colore dell'arcobaleno) (Panton 1989, Monitor 1994)
1990 V tom roce pitomém (In quell'anno stupido) (Panton)
1993 Mikymauzoleum (Il Mausoleo di Miki - con un gioco di parole su "Mickey Mouse") (Monitor)
1994 Tři čuníci (Tre porcellini) (Monitor)
1995 Darmoděj a další (Senza scopo e altro) (Monitor)
1996 Divné století (Strano secolo) (Monitor-EMI)
1998 Koncert (Concerto) (Monitor-EMI)
2000 Moje smutné srdce (Il mio cuore triste) (BMG Ariola)
2003 Babylon (Babilonia) (Sony Music / Bonton)
2005 Pražská pálená (Praga è bruciata) (prodotto da Nohavica, free download sulla sua web-page ufficiale:  Archiviato il 3 maggio 2020 in Internet Archive.)
2006 Doma (A casa) CD+DVD
2008 Ikarus (Icaro)
2008 Z pódia (On the road)
2009 V Lucerně CD+DVD
2009 Virtuálky (free download sulla sua web-page ufficiale: free download Archiviato il 6 ottobre 2022 in Internet Archive.)
2010 Virtuálky 2(free download sulla sua web-page ufficiale: free download Archiviato il 13 luglio 2023 in Internet Archive.)
2011 Virtuálky 3 (free download sulla sua web-page ufficiale: free download)

## Onorificenze
A lui è dedicato l'asteroide 6539 Nohavica.